# Complex activat

Evoluția unei reacții în funcție de energia potențială

În chimie, un complex activat reprezintă toate structurile intermediare dintr-o reacție chimică, formate atunci când legăturile chimice se rup și se formează. Complexul activat este un aranjament de atomi într-o regiune arbitrară în apropierea punctului șa al unei suprafețe de energie potențială. Regiunea nu reprezintă o stare definită, ci un interval de configurații instabile posibile prin care trec atomii între stadiul de reactant și produs al unei reacții. Complecșii activați au caracter parțial de reactant și de produs, ceea ce poate avea un impact semnificativ asupra comportamentului lor în reacțiile chimice. Termenii complex activat și stare de tranziție sunt adesea utilizați în mod interschimbabil, dar reprezintă concepte diferite.